# Суходол-Зелинський
Суходол-Зелинський (хорв. Suhodol Zelinski) — населений пункт у Хорватії, в Загребській жупанії у складі міста Светий Іван-Зелина.

## Населення
Населення за даними перепису 2011 року становило 99 осіб.
Динаміка чисельності населення поселення:

## Клімат
Середня річна температура становить 10,48 °C, середня максимальна – 24,40 °C, а середня мінімальна – -5,56 °C. Середня річна кількість опадів – 874 мм.
| Клімат поселення                              | Клімат поселення | Клімат поселення | Клімат поселення | Клімат поселення | Клімат поселення | Клімат поселення | Клімат поселення | Клімат поселення | Клімат поселення | Клімат поселення | Клімат поселення | Клімат поселення | Клімат поселення |
| Показник                                      | Січ.             | Лют.             | Бер.             | Квіт.            | Трав.            | Черв.            | Лип.             | Серп.            | Вер.             | Жовт.            | Лист.            | Груд.            |                  |
| Середній максимум, °C                         | 6,14             | 7,84             | 12,12            | 16,38            | 21,36            | 24,40            | 23,47            | 22,92            | 18,98            | 13,97            | 8,48             | 4,74             |                  |
| Середня температура, °C                       | 0,28             | 1,99             | 6,28             | 10,54            | 15,51            | 18,55            | 20,14            | 19,58            | 15,66            | 10,65            | 5,15             | 1,42             |                  |
| Середній мінімум, °C                          | −5,56            | −3,86            | 0,42             | 4,70             | 9,66             | 12,70            | 16,80            | 16,26            | 12,33            | 7,32             | 1,82             | −1,91            |                  |
| Норма опадів, мм                              | 47               | 47               | 58               | 67               | 77               | 98               | 81               | 87               | 81               | 83               | 85               | 63               |                  |
| Середньомісячна швидкість вітру, м/с          | 1.90             | 2.10             | 2.50             | 2.40             | 2.23             | 2.00             | 1.99             | 1.80             | 1.80             | 1.88             | 1.96             | 1.94             |                  |
| Середньомісячна сонячна радіація, кДж/м²·день | 4095             | 6885             | 10493            | 14903            | 19018            | 20871            | 21770            | 18993            | 14156            | 8731             | 4532             | 3303             |                  |
| --------------------------------------------- | ---------------- | ---------------- | ---------------- | ---------------- | ---------------- | ---------------- | ---------------- | ---------------- | ---------------- | ---------------- | ---------------- | ---------------- | ---------------- |
| Джерело:                                      |                  |                  |                  |                  |                  |                  |                  |                  |                  |                  |                  |                  |                  |